# Кавказский пленник (поэма Пушкина)
«Кавка́зский пле́нник» (1820—1821) — первая из цикла южных байронических поэм Пушкина. Начата в Гурзуфе (Крым), окончена 20 февраля 1821 г. в Каменке (имение В. Л. Давыдова).
Южная ссылка Пушкина длилась 4 года, для Пушкина — это первая литературная ссылка, он посещает Крым, Тамань, Кавказ, в 1823 — 1824 годах живёт в Одессе. Здесь пишет наряду с «Кавказским пленником» поэмы «Руслан и Людмила», «Цыганы», «Бахчисарайский фонтан», 2 стихотворения — «К морю» и «Узник», с осени 1824 года — первые 4 главы «Евгения Онегина». Вскоре после возвращения из ссылки и продлится эта поэма — включая Михайловскую (1824 — 1826 годы) и Болдинскую осень (сентябрь — ноябрь 1830 года)
В основу сюжета положен романтический топос страстной любви разочарованного, мятежного героя (пленного русского офицера) к «детям природы», не испорченным цивилизацией (их представляет прекрасная черкешенка). Эта лирическая тема подана на эпическом фоне: красоты безбрежного Кавказа, экзотической жизни горцев, Кавказская война.
О грандиозном успехе поэмы свидетельствует тот факт, что ещё во время пребывания поэта в южной ссылке Дидло поставил на её сюжет в Петербурге балет, где в главной партии была занята знаменитая Истомина. Среди многочисленных подражаний примечательна одноименная поэма 14-летнего Лермонтова, заимствующая у первоисточника целые фрагменты текста.
Как и следующая поэма Пушкина, «Бахчисарайский фонтан», «Кавказский пленник» оставался при жизни поэта самым популярным его произведением. В. В. Набоков характеризует обе восточные поэмы Пушкина как «стремительный поток не разбитого на строфы четырёхстопного ямба». Впоследствии Пушкин иронически отмежёвывался как от отождествления себя с героем «Пленника», так и от романтических «неистовств» стиля поэмы:

Я… хотел изобразить это равнодушие к жизни и к её наслаждениям, эту преждевременную старость души, которые сделались отличительными чертами молодости XIX века… Вообще я своей поэмой очень недоволен и почитаю её гораздо ниже «Руслана», — хоть стихи в ней зрелее.
Завершает поэму стихотворный эпилог, воспевающий русское покорение Кавказа и в особенности доблесть командующего Ермолова. Это послесловие вызвало гневную отповедь со стороны близких к поэту людей либеральных взглядов, в частности, П. А. Вяземского:

Что за герои Котляревский, Ермолов? Что тут хорошего, что он, как чёрная зараза, «губил, ничтожил племена»? От такой славы кровь стынет в жилах и волосы дыбом становятся. Если мы просвещали бы племена, то было бы что воспеть. Поэзия — не союзница палачей… гимны поэта никогда не должны быть славословием резни.